# Novoderevénskaia
Novoderevénskaia (en rus: Новодеревенская) és un poble de l'óblast de Tiumén, a Rússia, que en el cens del 2010 tenia 235 habitants.